# Pelletan Point
Der Pelletan Point (auch spanisch Punta Bayet) ist eine lange und schmale Landspitze an der Danco-Küste des Grahamlands auf der Antarktischen Halbinsel. Sie liegt 5 km südlich des Briand-Fjords am Kopfende der Flandernbucht und trennt die Bahía Pelletan im Süden von der Bahía Wilson im Norden.
Teilnehmer der Vierten Französischen Antarktisexpedition (1903–1905) unter der Leitung des Polarforschers Jean-Baptiste Charcot nahmen eine Kartierung vor. Charcot benannte die Buchten nördlich und südlich der Landspitze in ihrer Summe als Baie Pelletan. Das UK Antarctic Place-Names Committee übertrug 1960 diese Benennung auf die hier beschriebene Landspitze, da die genannten Buchten kein gemeinsames Gebilde darstellen. Namensgeber ist der französische Politiker Charles Camille Pelletan (1846–1915), Marineminister Frankreichs von 1902 bis 1905. Namensgeber der in Argentinien und Chile gültigen Benennung ist der französische Historiker Charles Bayet (1849–1918), Mitglied der Wissenschaftskommission von Charcots zweiter Forschungsreise in die Antarktis (1908–1910).